# 成渝话
西南官话成渝片主要分布于四川盆地东北部、攀西地区、陕西南部及湖北西部。成渝话的主要特点包括古入声字整体派入阳平、大多无tʂ组声母（卷舌声母）、无鼻音韵母[-m]与[-ŋ]等。同时四川省及重庆市境内的成渝片方言还具有部分中古全浊仄声字读送气清声母、“亩某谋茂”组字读[moŋ]、声调高度相似等特征，内部一致性非常高。成渝话以成都话与重庆话为代表，使用人口约9000万，是《中国语言地图集》的汉语分区方法中使用人口最多的方言片。

## 分布

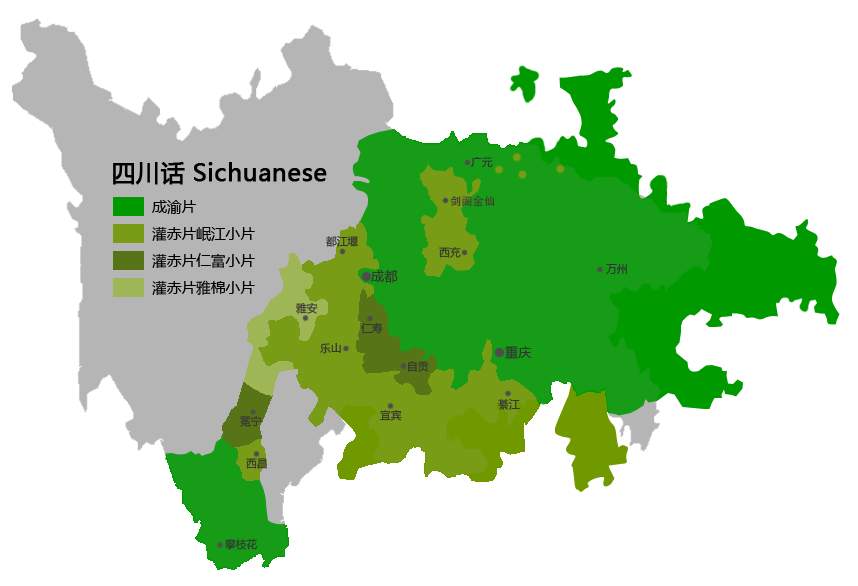
成渝片的分布区域如图所示

成渝话主要分布于四川盆地东北部四川省及重庆市所辖的75个县市，四川省西南部攀西地区的7个县市，陕西省南部的9个县，湖北省西部的19个县市，湖南省西北部3个县市以及广西壮族自治区的宾阳县。使用成渝话的县市如下：
- 四川省

成都市（青羊区、锦江区、金牛区、武侯区、成华区、龙泉驿区、青白江区、金堂县）；德阳市（旌阳区、广汉市、绵竹市、中江县）；绵阳市（涪城区、游仙区、江油市、三台县、平武县、安县、梓潼县、北川羌族自治县）；广元市（利州区、元坝区、朝天区、青川县、旺苍县、剑阁县、苍溪县）；遂宁市（船山区、安居区、蓬溪县、大英县）；南充市（顺庆区、高坪区、嘉陵区、阆中市、营山县、蓬安县、仪陇县、南部县）；广安市（广安区、华蓥市、岳池县、邻水县、武胜县）；达州市（通川区、万源市、达县、渠县、宣汉县、开江县、大竹县）；巴中市（巴州区、南江县、平昌县、通江县）；资阳市（雁江区、简阳市、安岳县、乐至县）；内江市（资中县）；攀枝花市（东区、西区、仁和区、米易县、盐边县）；凉山彝族自治州（会东县、会理县、盐源县、德昌县）
- 重庆市

渝中区、大渡口区、沙坪坝区、九龙坡区、江北区、南岸区、北碚区、渝北区、巴南区、长寿区、万盛区、永川区、合川区、潼南县、荣昌县、璧山县、大足区、铜梁县、万州区、梁平县、开县、忠县、城口县、奉节县、云阳县、巫溪县、巫山县、涪陵区、南川区、垫江县、武隆县、丰都县、黔江区、石柱土家族自治县、酉阳土家族苗族自治县、彭水苗族土家族自治县
- 陕西省

汉中市（佛坪县、镇巴县、留坝县）；安康市（镇坪县、岚皋县、紫阳县、石泉县、宁陕县、汉阴县）
- 湖北省

宜昌市（西陵区、伍家岗区、点军区、猇亭区、夷陵区、宜都市、当阳市、枝江市、秭归县、远安县、兴山县、五峰土家族自治县、长阳土家族自治县）；荆门市（东宝区、掇刀区）；荆州市（江陵县、松滋市西北部）；恩施土家族苗族自治州（恩施市、利川市、建始县、来凤县、巴东县、宣恩县、咸丰县）
- 湖南省

张家界市（永定区、武陵源区）；湘西土家族苗族自治州（龙山县、永顺县）

## 音韵

### 声调
成渝话的调类总共有阴平、阳平、上声、去声四类，古入声字整体派入阳平。调值与其它四川话方言（岷江、仁富、雅棉）高度一致，阴平一般为高平或半高平（55或44），阳平一般为低降（21或31），上声一般为高降或全降（53或51），去声一般为低升、中升或降升（13、24或213）。部分方言代表点的音调调值如下表所示。
| 方言点 | 阴平 | 阳平 | 上声 | 去声 |
| ------ | ---- | ---- | ---- | ---- |
| 成都   | 45   | 21   | 53   | 213  |
| 重庆   | 55   | 21   | 42   | 214  |
| 广元   | 55   | 21   | 42   | 214  |
| 南充   | 55   | 21   | 53   | 14   |
| 绵阳   | 55   | 31   | 52   | 13   |
| 万州   | 55   | 213  | 42   | 215  |
| 宜昌   | 55   | 12   | 42   | 35   |
| 黔江   | 55   | 31   | 53   | 24   |
| 攀枝花 | 55   | 31   | 53   | 213  |

### 声母
绝大多数地区的成渝话没有tʂ组声母（卷舌声母），仅有大巴山麓的巴中一带和攀西地区（攀枝花城区除外）有卷舌声母，念卷舌声母的字与仁富小片相近，且不与普通话相同。另外，巫溪、奉节两县没有声母[f]，小部分成都话与重庆话中声母为[f]的字都归入[x]母，如“回”与“肥”同音念[xuei]、“饭”与“换”同音念[xuan]。
除上述少数县市外，成渝话的声母仅有两种情况:一是与成都话相同拥有21个声母，包括绵阳、南充、资阳、黔江等地；二是与重庆话相同拥有20个声母，较成都话少声母[ȵ]，所有在成都话中声母为[ȵ]的字（如：研[ȵian]、宜[ȵi]），声母都归并入[n]（如：研[nian]、宜[ni]），包括广安、达州、万州、广元等地。

### 韵母
成渝话内部韵母有两种最常见的情况，一是与成都话相同拥有36个韵母，包括绵阳、南充、广元等地；二是与重庆话相同拥有37个韵母，包括广安、达州、万州等地，较成都话多出了一个韵母[yu]，在成都话中部分韵母为[yo]的通摄入声字（如：欲[yo] 俗[ɕyo]）韵母念为[yu]（如：欲[yu] 俗[ɕyu]）。另外值得一提的是，1960年代后老派成都话的[an]、[ian]、[uan]、[yan]韵母的鼻音尾在年轻人中逐渐消失，发音变得接近[æ]、[iæ]、[uæ]、[yæ]，但这一现象并没有出现在其它成渝片方言中。